# Кычкова
Кычкова — река в Таймырском Долгано-Ненецком районе Красноярского края, правый приток Енисея. Длина — 77 км, площадь водосборного бассейна — 450 км².
Исток реки в небольшом безымянном озере (в системе многочисленных низменных озёр) на высоте 29 м. Течёт, в основном, на север, параллельно Енисею, в который впадает напротив мыса Убойный, на расстоянии 576 км от устья.
По данным государственного водного реестра России относится к Енисейскому бассейновому округу.